# 弗拉维娅·马克西玛·君士坦提娅
弗拉维娅·马克西玛·君士坦提娅（Flavia Maxima Constantia，约361或362年—383年）是罗马的西部帝国皇帝格拉提安的第一任皇后。根据阿米阿努斯·馬爾切利努斯的说法，君士坦提娅是君士坦提烏斯二世和他的第二任妻子福斯蒂娜遗留的女儿。她的祖父母是君士坦丁大帝和法乌斯塔。